# Liêm Hoang-Ngoc
Liêm Hoang-Ngoc, wiet. Hoàng Ngọc Liêm (ur. 11 grudnia 1964 w Sajgonie) – francuski polityk i ekonomista wietnamskiego pochodzenia, wykładowca akademicki, deputowany do Parlamentu Europejskiego VII kadencji.

## Życiorys
Ukończył szkołę średnią w Amiens, następnie studia na Université de Picardie. Na Université Panthéon-Sorbonne uzyskał doktorat w zakresie nauk ekonomicznych. Został nauczycielem akademickim na tej uczelni, doszedł do stanowiska maître de conférences.
W 2003 wybrano go w skład rady krajowej Partii Socjalistycznej. W 2001 współtworzył w ramach partii platformę „Démocratie-Égalité”, zainicjowaną przez Henriego Emmanuelliego. Dołączył też do alterglobalistycznej organizacji ATTAC. W ramach PS reprezentował radykalnie lewicowe skrzydło tego ugrupowania.
W wyborach w 2009 został wybrany w skład Parlamentu Europejskiego z listy socjalistów. W PE VII kadencji przystąpił do grupy Postępowego Sojuszu Socjalistów i Demokratów, został też członkiem Komisji Gospodarczej i Monetarnej. W PE zasiadał do 2014.
W 2015 opuścił Partię Socjalistyczną, deklarując tworzenie bardziej lewicowego ugrupowania wzorowanego na greckiej Syrizie. Stanął wówczas na czele ruchu politycznego pod nazwą Nouvelle Gauche Socialiste. W tym samym roku został radnym regionu Oksytania.